# デ・ハビランド・カナダ DHC-7

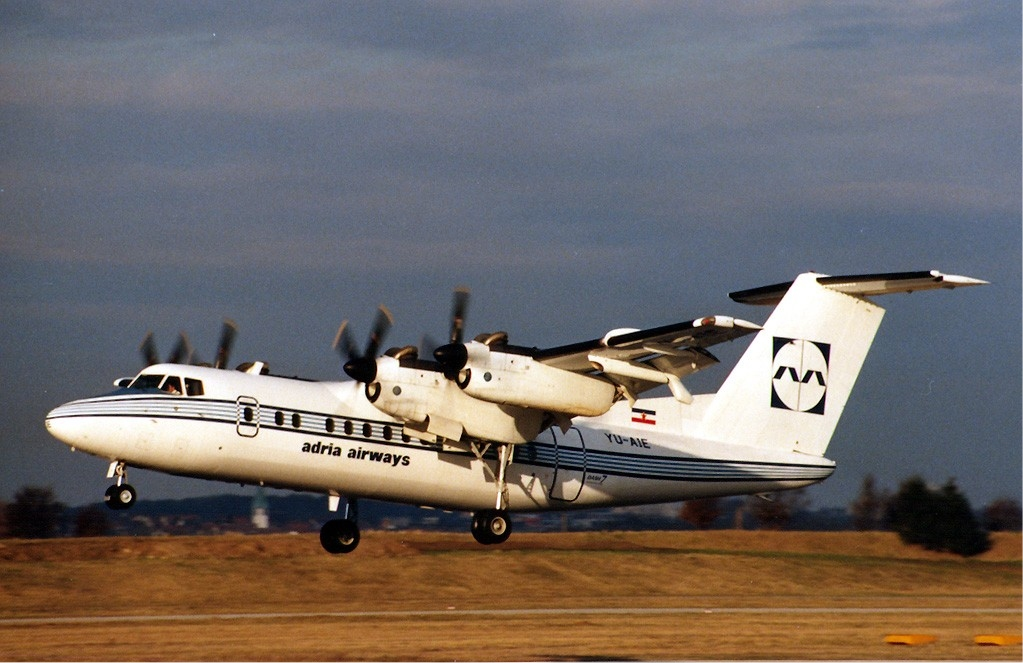
アドリア航空のダッシュ 7

デ・ハビランド・カナダ DHC-7 (de Havilland Canada DHC-7) とはカナダのデ・ハビランド・カナダ社（現在のボンバルディア・エアロスペース）が開発した旅客機。通称はダッシュ 7(Dash 7)である。短い滑走路でも離着陸が可能なSTOL性を追求したため、同規模の旅客機では異例のターボプロップエンジンを4発搭載した機体であった。1975年から1988年まで生産され、総生産機113機。

## 概要
デ・ハビランド・カナダ社は前作DHC-6 ツインオッターで20座席級のコミューター機市場の成功を収めていたが、1970年代になると、環境問題への関心が高まり新たに厳しい騒音規制がかけられるようになり、またDHC-6クラスの機体を運航していた航空会社が成長しさらに大型の機体を必要とし始めていた。そこで同社は従来のターボプロップ機よりも低騒音かつ短い滑走路から離着陸できる50席級の大型の機体を開発した。それがDHC-7であった。DHC-6のバージョンアップ版ともいえるが、様々な技術的改良が施されている。
DHC-7はDHC-6のエンジンを双発から4発にした上でプロペラブレードを改良し、客室の与圧化、引き込み脚やドーサルフィンのついた大型のT字尾翼の採用などの改良を施した。エンジン排気口は主翼上面にあり、騒音軽減に注意が払われている。
開発は1972年に始まり、1975年3月27日に初飛行した。1978年2月3日にアメリカ合衆国のロッキーマウンテンエアウェイズによって路線就航した。しかし、STOL性能を備えたコミューター機の需要は予想を裏ぎって少なく、1988年までに113機が生産されたにとどまった。更なる性能アップ型であるDHC-7-200シリーズの開発も検討されていたが、1988年にデ・ハビランド・カナダ社がボンバルディアに買収された際に、今後DHC-7の生産は行わないとして生産終了した。次世代のコミューター機が出現し、4発機は製造コストも整備コストも嵩むという欠点があったためである。2006年8月現在も71機が世界各国の航空会社で活躍中である。なお、軍用型もいくつか提案されたが、軍用機として採用したのはカナダとベネズエラ、そしてO-5の名称で（一部はRC-7へ改称）電子偵察機として採用したアメリカのみである。
後継機種として現在ボンバルディアが生産しているDHC-8がある。

## 要目
- 全長：24.58m
- 全幅：28.35m
- 全高：7.98m
- 空虚重量：12,540Kg
- 最大離陸重量：20,000Kg
- 翼面積 80.0 m2
- エンジン：P&W PT6A-50 ターボプロップエンジン 1,120馬力 4基
- 航続距離：1,400km
- 最大速度：436km/h=M0.36
- 離陸距離：549m
- 操縦乗員：2名
- 乗客：54名（最大）